# Maya Deren
Maya Deren, född Eleonora Derenkovska (ukrainska: Елеоно́ра Деренко́вська) 29 april (12 maj) 1917 i Kiev i dagens Ukraina, död 13 oktober 1961 i New York i USA, var en avantgardefilmare, filmteoretiker, koreograf, dansare, etnograf och musiketnolog. Hon var aktiv under främst 1940- och 1950-talet. Maya Deren brukar räknas som en av skaparna av den amerikanska avantgardefilmen.

## Biografi
Maya Deren föddes 1917 som Eleonora Derenkovska i Kiev i Ryska republiken, i dagens Ukraina. Hennes far sympatiserade med Lev Trotskij och detta tillsammans med en serie av pogromer i Kiev fick Maya Deren och hennes familj att utvandra till Syracuse i New York 1922. Hon blev amerikansk medborgare 1928. 
Maya Deren färdigställde sex kortfilmer som var stumfilmer eller med musikspår. Under 1940-talet började hon filma med en 16 mm kamera, och som 26-åring tillsammans med maken Alexander Hammid gjorde hon sin första film Meshes of the Afternoon (1943). Den kan betraktas som en utmaning mot Hollywood med sitt korta, täta, och intensiva bildspråk. "Mina filmer kostar vad Hollywood spenderar på läppstift", sade Deren. Samma år bytte hon namn till Maya Deren.
At Land gjordes 1944 och är en drömlik berättelse där en kvinna som spolats upp på land ger sig ut på en säregen vandring bland främmande människor och olika versioner av sig själv.
Maya Deren var en av de första filmare att experimentera med dansfilm. Study in Choreography for Camera 1945 var en banbrytande film eftersom kameran inte längre inskränker sig till att registrera koreografi skapad för och utförd av kroppar utan blir medverkande i den koreografiska processen. Resultatet kallas inte längre "koreografi för kamera" utan får ett nytt namn, "choreocinema". Deren beskriver "Ritual in Transfigured Time" 1945 som en övergångsrit där en änka blir brud. Rituella arketyper och fryst rörelse - statyer och kroppar - "förandligas" genom rörelse. I hennes radikala film Meditation on Violence från 1948 filmar hon den kinesiske Thai Chi-mästaren  Chao-Li Chi som utför den kinesiska stridskonsten Shaolin kung fu tillsammans med Wu Tang framför kameran. The Very Eye of Night (1952, som inte släpptes förrän 1959) är filmad i negativ i samarbete med den engelske koreografen Antony Tudor.
Deren tilldelades Guggenheimstipendiet 1947 för att filma dans och ritualer i Haiti. Efter flera år skrev hon Divine Horsemen: the Living Gods of Haiti, en klassiker om Vodou i Haiti . Efter hennes död redigerades hennes filmmaterial till dokumentärfilmen Divine Horsemen: the Living Gods of Haiti som gjordes av hennes tredje make Teiji Ito och hans fru Cherel Winnett Ito.

## Filmografi

### Filmer av Deren
- Meshes of the Afternoon (1943)
- At Land (1944)
- A Study in Choreography for Camera (1945)
- Ritual in Transfigured Time (1946)
- Meditation on Violence (1948)
- The Very Eye of Night (1952–1959)

### Ofullständiga filmer
- The Witches' Cradle (1943) med Marcel Duchamp och Pajorita Matta
- Medusa (1949)
- Haitian Film Footage (1947-1955)
- Season of Strangers (1959)

### Filmer om Deren
- Invocation Maya Deren, Joanne Kaplan (1987)
- In the Mirror of Maya Deren, Martina Kudláček (2001)